# Irena Stanisławska
Irena Stanisławska (ur. 8 września 1958) – polska dziennikarka i współautorka książek.

## Życiorys
Ukończyła Liceum Sztuk Plastycznych w Łodzi. Studiowała na Uniwersytecie Łódzkim oraz Państwowej Wyższej Szkole Filmowej, Telewizyjnej i Teatralnej im. Leona Schillera w Łodzi.
Publikowała w magazynach: „Kino”, „Film”, „Film na świecie”, „Kwartalnik Filmowy”, „She”, „Playboy”, „CKM”, „Komandos”, „Zdrowie”, „Kobieta i Życie”, „Poradnik Domowy”, „Samo zdrowie”, „Bez recepty”, „Gwiazdy mówią”.
Obecnie zajmuje się pisaniem książek, głównie o tematyce psychologicznej.

## Publikacje książkowe
- M. Earle, I.A. Stanisławska, Peloha. Żyjąc w świetle, wyd. Magraf.
- K. Klajs, I.A. Stanisławska, Mężczyzna od podszewki, Warszawa 2008, wyd. Czarna Owca.
- D. Zawadzka, I.A. Stanisławska, Moje dziecko – Jak mądrze kochać i dobrze wychowywać, Warszawa 2009, Jacek Santorski & Co Agencja Wydawnicza.
- D. Zawadzka, I.A. Stanisławska, Moje dziecko cz. II – Jak mądrze kochać i dobrze wychowywać dziecko w wieku szkolnym, Warszawa 2010, wyd. Czarna Owca.
- D. Krzywicka, I.A. Stanisławska, Pogotowie psychologiczne, Warszawa 2010, wyd. Czarna Owca.
- P. Pałagin, I.A. Stanisławska, Gdzie mieszka seks?, Warszawa 2010, wyd. Czarna Owca.
- D. Sumińska, D. Krzywicka, I.A. Stanisławska, Jak wychować dziecko, psa, kota... i faceta, Warszawa 2011, wyd. Wydawnictwo Literackie
- W. Eichelberger, I.A. Stanisławska, Być lekarzem, być pacjentem, Warszawa 2013, wyd. Czarna Owca
- A. Starski, I.A. Stanisławska, Scenografia, Warszawa 2013, wyd. Wojciech Marzec
- R. Rutkowski, I.A. Stanisławska, Oswoić narkomana, Warszawa 2016, wyd. Muza
- A. Piotrowska, I.A. Stanisławska, Szczęśliwe dziecko, czyli jak uniknąć najczęstszych błędów wychowawczych, Warszawa 2016, wyd. Zielona Sowa
- D. Sumińska, P. Najsztub, I.A. Stanisławska, Najsztub i Sumińska. O Polsce, strachu i kobietach, Warszawa 2017, wyd. Czarna Owca
- R. Rutkowski, I.A. Stanisławska, Pułapki przyjemności, Warszawa 2017, wyd. Muza
- A. Piotrowska, D. Sumińska, I.A.Stanisławska, Między nami samicami. O kobietach, mężczyznach i życiu, Warszawa 2018, wyd. Zielona Sowa
- E. Krzemiński, I.A. Stanisławska, Jak tu nie zwariować. Na herbatce u psychiatry, Warszawa 2018, wyd. Muza
- D. Sumińska, T. Jaeschke, I.A. Stanisławska, Nieboskie stworzenia. Jak kościół wyklucza, Warszawa 2019, wyd. Wydawnictwo Krytyki Politycznej
- K. Dacyszyn, I.A. Stanisławska, Kobieta z blizną, Warszawa 2019, wyd. Muza
- R. Rutkowski, I.A. Stanisławska, Toksyczna matka, Warszawa 2021, wyd. Muza
- A. Piotrowska, I.A.Stanisławska, Przedszkolak. Wielki mały człowiek. Rozwój, wychowanie, zabawa,Warszawa 2022,wyd. Zwierciadło[1]